# 北岡錦
北岡 錦（きたおか にしき、1971年4月9日 -）は、日本の元AV女優・元ストリッパー。

## 略歴・人物
1990年代を代表する巨乳女優の1人である。
AV監督・村西とおるが率いたダイヤモンド映像の専属女優として1991年にAVデビュー。1992年に引退。AVを引退する前後にはストリッパー（ロック座所属）としても活動した。

## 出演作品

### アダルトビデオ
- お嬢様・錦（1991年7月15日、ダイヤモンド映像）
- スイート・バニー 錦（1991年、ダイヤモンド映像）
- 看護婦・[北岡]錦 飲んであげる（1991年9月21日、ダイヤモンド映像）
- 若奥様の暴行全記録（1991年10月15日、ダイヤモンド映像）
- 淫口全ワイセツ（1991年11月15日、ダイヤモンド映像）
- しびれ快感（1991年、ダイヤモンド映像）
- 性夜 SEIYA クリでスマスのこと（ダイヤモンド映像）
- 女弁天小僧（ダイヤモンド映像）
- 鯉のかけひき（1992年2月21日、ダイヤモンド映像）
- のけぞる前にいたぶって!（1992年4月30日、サム）
- ボディコン娼婦 エロ仕掛けのオモチャ（1992年5月31日、サム）
- あぶないOL症候群（1992年6月16日、エイトマン）共演:立野しのぶ、めぐみ愛

- THE☆永久保存版 北岡錦スペシャル（2004年5月24日、ニューシネマジャパン）
- 巨乳AV女優の頂点 最上級の巨乳モデルがメーカーを越えて夢の共演（2012年2月13日、AV30）他出演:遠野ゆき美、加納瑞穂、藤小雪、松坂季実子、橘ますみ、藤谷しおり、川浜なつみ、立原友香、細川しのぶ、瞳リョウ、みなみありす、五島めぐ、冴島奈緒、山咲あかり、加山なつこ、沢口みき、望月ねね、菊池エリ、樹まり子、工藤ひとみ、美里真理、夢野まりあ、奈保子

### その他
- ロック座の天使たち On Stage （1993年9月21日、パック・イン・ビデオ）他出演:小林愛美、露木陽子、沢口梨々子、本田聖奈、三代目東八千代、今井麻美子、蘭錦、村上麗奈、藤本聖名子、牧野かなり、中山れい子、小林里穂、工藤ひとみ、亜梨子、TAKAKO ほか

## テレビ出演
- 週刊おとなの絵本 （サンテレビ）

## 書籍

### 写真集
- 北岡錦写真集 （1992年2月、ビックマン） - 撮影:大隈孝之、中川秀樹

### 雑誌
- オレンジ通信 1991年11月号（表紙）